# Wasserstoffwirtschaft

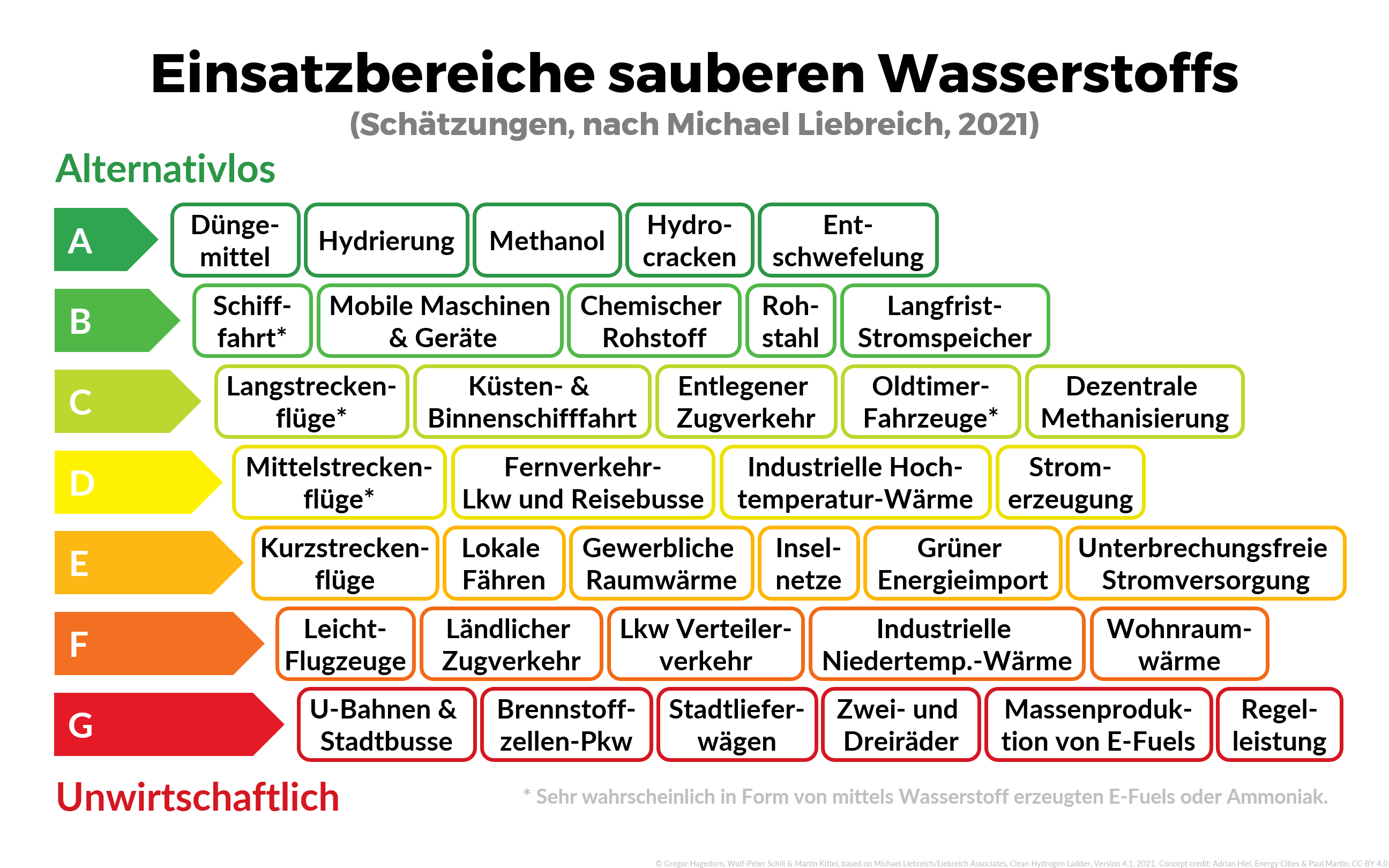
Die unterschiedlichen Einsatzbereiche von sauberem Wasserstoff nach ihrer Wirtschaftlichkeit eingeordnet.

Eine Wasserstoffwirtschaft ist das Konzept einer Energiewirtschaft, deren Zielsetzung es ist, fossile Energieträger weitestgehend durch Wasserstoff zu ersetzen.
Wasserstoff muss zur industriellen Nutzbarmachung mit Hilfe anderer Energiequellen (fossile Energie, Kernenergie oder erneuerbare Energien) gewonnen werden und ist damit ein Sekundärenergieträger. Damit ist eine Wasserstoffwirtschaft nicht automatisch nachhaltig, sondern nur so nachhaltig wie die Primärenergien, aus denen der Wasserstoff gewonnen wird. Derzeit geschieht die Gewinnung von Wasserstoff hauptsächlich auf Basis fossiler Energieträger wie Methan. Konzepte für eine zukünftige Wasserstoffwirtschaft sehen zumeist die Gewinnung aus erneuerbaren Energien (grüner Wasserstoff) vor, womit die Bilanz einer solchen Wasserstoffwirtschaft emissionsarm sein könnte.
Seit ein paar Jahren gibt es unter anderem von der deutschen Bundesregierung verschiedene Förderprogramme zum Hochlauf von Wasserstoff.

## Geschichte
- 1766 – Henry Cavendish entdeckt das chemische Element Wasserstoff.[5]
- 1874 – beschrieb der Schriftsteller Jules Verne in einem Dialog seiner Romanfiguren auf die Frage, was in späteren Zeiten einmal statt Kohle verbrannt werden solle, erstmals die Vision, Wasserstoff und Sauerstoff als Energiequelle zu verwenden.[6]
- 1923 – nannte der Wissenschaftler John Burdon Sanderson Haldane in einem Aufsatz zum ersten Mal die Grundzüge einer Wasserstoffwirtschaft.[7]
- 1970 – verwendete der australische Elektrochemiker John Bockris erstmals den Begriff „Wasserstoffwirtschaft“ (englisch hydrogen economy) während einer Besprechung im General Motors Technical Center in Warren (Michigan)[8] und prägte ihn in den Folgejahren maßgeblich[9].
- 1975 – entwarf John Bockris zusammen mit dem Physiker Eduard Justi das vollständige Konzept einer Wasserstoffwirtschaft.[10]
- 1980 – entwickelte der Physiker Reinhard Dahlberg unter dem Eindruck der Ölkrise das Konzept einer Wasserstoffwirtschaft, in der mit Sonnenenergie Wasserstoff in Wüstengebieten erzeugt und über Pipelines zu den Verbrauchern transportiert wird.[11] Wesentlicher Beweggrund war der Ersatz der versiegenden fossilen Rohstoffe. Dahlberg hatte aber nicht nur die technischen, sondern auch die wirtschaftlichen Aspekte seiner Wasserstoffwirtschaft betrachtet.
- 1989 – das Solar-Wasserstoff-Projekt Neunburg vorm Wald erforschte die Erzeugung von Wasserstoff aus Solarstrom und die Speicherung des Gases. Eine Demonstrationsanlage wird errichtet. Das Projekt endet 2000.
- 1994 – befasste sich die Deutsche Forschungsanstalt für Luft- und Raumfahrt (DLR) mit der Wasserstoffgewinnung in der Wüste. Der von Solarzellen betriebene 350-kW-Elektrolyseur erbrachte damals den Nachweis, dass die Produktion von speicher- und transportierbarem Wasserstoff möglich ist. Die verfügbaren Solar-Ressourcen könnten auf einem Prozent der Landfläche Saudi-Arabiens dieselbe Energiemenge liefern, wie jährlich als Rohöl exportiert wird.
- 1999 – nahm die Isländische Regierung das Ziel einer Wasserstoffwirtschaft (unter dem Vorbehalt von Machbarkeit und Wirtschaftlichkeit) in ihr Regierungsprogramm auf.[12] Der Fokus Islands lag dabei besonders auf Wasserstoffantrieben für Fahrzeuge und die Fischereiflotte, um unabhängig vom Öl zu werden. Das Land besitzt keine abbaubaren fossilen Brennstoffe, ist aber reich an stromerzeugender Wasserkraft und Geothermie. Zur Förderung dieses Ziels wurde das Unternehmen Icelandic New Energy gegründet.
- 2002 – beschrieb der Ökonom Jeremy Rifkin das Konzept einer Wasserstoffwirtschaft in seinem Buch Die Wasserstoff-Revolution. Für Rifkin sind die negativen Auswirkungen auf die Wirtschaft durch steigende Ölpreise und der Endpunkt der fossilen Brennstoffe als „prekärster Augenblick der postindustriellen Geschichte“ ein wichtiger Beweggrund.[13][14]
- 2003 – kritisierte der bisherige Wasserstoff-Befürworter Ulf Bossel die geringe Wirtschaftlichkeit einer Wasserstoffwirtschaft[15]
- 2006 – analysierte Joseph J. Romm die Aussichten einer Wasserstoffwirtschaft in den USA und äußerte: „Wenn einige Leute so tun, als liege die Wasserstoffwirtschaft schon in Reichweite, so meinen sie damit lediglich ein ökonomisches System, in dessen Mittelpunkt Wasserstoff aus Erdgas und anderen schadstoffreichen fossilen Brennstoffen steht.“[9]
- 2007 – nahm das Europäische Parlament auch unter der Beratung durch Jeremy Rifkin[16] eine Erklärung an, in der die Schaffung einer Wasserstoffinfrastruktur bis zum Jahr 2025 gefordert wird. Als Begründung werden in der Erklärung die globale Erwärmung und die zunehmenden Kosten der fossilen Brennstoffe aufgeführt.[17]
- 2008 – Gründung der deutschen Nationalen Organisation Wasserstoff- und Brennstoffzellentechnologie (NOW)[18]
- 2014 – Toyota stellte das erste einsatzbereite Wasserstoffauto mit Brennstoffzellentechnik in größerer Serienproduktion vor, mit dem Toyota Mirai.
- 2017 – Japan beschloss als erste Land der Welt eine nationale Wasserstoffstrategie, weitere Länder folgten dem Beispiel etwas später.
- 2020 – Die Europäische Union stellte ihre Wasserstoffstrategie im Rahmen des European Green Deal vor.[19]
- 2020 – Im Juni beschließt die damalige deutsche Bundesregierung eine nationale Wasserstoffstrategie.[20]
- 2023 – Die deutsche Bundesregierung beschließt den Aufbau eines landesweiten Wasserstoff-Kernnetzes.[21]

## Die Ebenen einer Energiewirtschaft
Die Vorstellungen gehen von einer Durchsetzung des Wasserstoffes auf allen Ebenen der Energiewirtschaft aus:
1. Erschließung benötigter Primär-Energiequellen
2. Energieumwandlung
3. Energiespeicherung
4. Nutzung der Energie
5. Energiehandel und Verteilung
6. Vertrieb und Abrechnung
7. Gewährleistung der Versorgungssicherheit

### Gewinnung von Wasserstoff
Wasserstoff wird fast ausschließlich aus fossilen Energieträgern gewonnen, 1999 weltweit 42 Millionen Tonnen. Im Jahr 2021 waren es weltweit 94 Millionen Tonnen. Als Primärenergieträger und Ausgangsstoffe wurden dafür zu 62 % Methan und zu 19 % Kohle verwendet. Weitere 18 % stammten als Nebenprodukt aus Raffinerien. Das restliche 1 % wurde aus Öl, aus fossilen Energieträgern (mit CO2-Abscheidung und -Speicherung) und nur 0,04 % durch Wasserelektrolyse gewonnen. Bei der Abspaltung von Wasserstoff aus fossilen Energieträgern wird Kohlenstoffdioxid freigesetzt. Dies steht der vom Europäischen Parlament geforderten Einführung einer umweltfreundlichen Wasserstoffwirtschaft entgegen.

#### Gewinnung mit Hilfe elektrischer Energie (Elektrolyse)
Um eine nachhaltige Wasserstoffwirtschaft zu ermöglichen, muss der Wasserstoff aus erneuerbaren Energien gewonnen werden. Hier kommen v. a. die Windenergie und die Solarenergie (Photovoltaik und solarthermische Kraftwerke) in Frage, die sowohl weltweit als auch in Deutschland über viel größere Potentiale verfügen als die Biomasse. Es wird davon ausgegangen, dass Wind- und Solarenergie die Hauptlast in einem regenerativen Energiesystem decken werden, einige Studien verzichten sogar vollständig auf den Einsatz von Biomasse. All diese Konzepte sehen zumeist eine ergänzende Rolle des Wasserstoffs in einer strombasierten Wirtschaft vor.
In einer vollständig regenerativen Stromwirtschaft werden bei hohen Anteilen variabler Erzeuger wie Wind- und Solarstrom zusätzliche Langfristspeicher zum Ausgleich benötigt. Hierfür kommen vor allem chemische Speicher wie die Wasserstoffherstellung, ggf. in Verbindung mit nachgeschalteter Methanisierung oder Umwandlung in Ammoniak, in Frage. Bei der Wasserstoffherstellung, -speicherung und anschließender Rückverstromung liegt der Wirkungsgrad derzeit (2013) bei maximal 43 %, bei der Methanisierung bei 39 %. Sterner et al. geben Wirkungsgradspannen zwischen 34 und 44 % für die Kette Wasserstofferzeugung, Speicherung und Rückverstromung an. Es wird davon ausgegangen, dass perspektivisch elektrische Gesamtwirkungsgrade bis maximal 49 bis 55 % erreicht werden.
Dieses Verfahren wurde seit Oktober 2011 in einem Pilotprojekt bei Enertrag im brandenburgischen Prenzlau eingesetzt. Nicht benötigter Strom wurde mit einem 500 kW Druck-Elektrolyseur in Wasserstoff umgewandelt und steht so für Wasserstofftankstellen zur Verfügung oder wird bei Bedarf in einem Hybridkraftwerk wieder verstromt.
Greenpeace Energy lieferte seit Oktober 2011 ebenfalls Wasserstoff aus überschüssigem Windstrom, der in reiner Form oder umgewandelt zu Methan in das Erdgasnetz eingespeist wird.
Die Audi AG erzeugte ab Juni 2013 unter dem Projektnamen E-Hydrogen im niedersächsischen Werlte Wasserstoff aus Windstrom. Für die zukunftsfähige Nutzung in Brennstoffzellenfahrzeugen wurde der Q5 HFC angekündigt, der aber nie in Serie produziert wurde. In einem zweiten Schritt sollte mit CO2 aus einer Biogasanlage aus dem Wasserstoff CNG als Treibstoff für Erdgasfahrzeuge synthetisiert werden. Mit dem Titel E-Gas wollte Audi weltweit solche Anlagen realisieren.
Gute Wirkungsgrade verspricht die Hochtemperaturelektrolyse, weil der Bedarf an elektrischer Energie mit steigender Temperatur sinkt. Die Hochtemperaturelektrolyse ist besonders bei solarthermischen Kraftwerken interessant. Das Verfahren befand sich 2011 im Entwicklungsstadium.
Auch das Fraunhofer-Institut in Leuna erforscht Verfahren zur nachhaltigen und günstigen Herstellung von Wasserstoff. Den benötigten Strom dazu liefern erneuerbare Energiequellen. Das Hydrogen Lab Leuna zur Herstellung von grünem Wasserstoff wurde im November 2022 eröffnet.
Im September 2022 startete der bis dahin größte bayerische Wasserstoffelektrolyser im fränkischen Wunsiedel mit einer Leistung von 8,75 MW und einer Produktion von 1.350 Tonnen Wasserstoff pro Jahr.

#### Wasserstoff aus Bioenergie
Die Erzeugung von Wasserstoff aus Biomasse ist weitgehend klimaneutral, weil das dabei freigesetzte CO2 der Atmosphäre vorher durch die Photosynthese entzogen wurde. Allerdings müssen der Aufwand zur Erzeugung, z. B. Düngemittel, Pflanzenschutzmittel, Aufwand für Transport und Verarbeitung sowie Aufbereitung der Biomasse berücksichtigt werden. Die Klimaneutralität entspricht der vom Europäischen Parlament geforderten Einführung einer umweltfreundlichen Wasserstoffwirtschaft.
Wasserstoff kann aus Biomasse durch Gärung oder thermochemisch, z. B. durch Dampfreformierung, hergestellt werden.
Eine großtechnische Herstellung von Wasserstoff aus Biomasse existiert nicht (Stand 2011). Die Verfahren befinden sich meist noch im Stadium der Entwicklung. Ein Beispiel hierfür ist das Projekt „Blauer Turm“ in Herten. Die geplante Anlage sollte 150 m³ Wasserstoff in der Stunde produzieren, die Haupteigentümerin, die Firma Solar Millennium AG ging Ende 2011 in die Insolvenz.

##### Potential und Flächenbedarf der Energiepflanzen
In Deutschland lag der Primärenergiebedarf im Jahr 2014 bei ca. 13.000 PJ. Nach den Energieszenarien der Bundesregierung kann die zur Erzeugung von Biomasse genutzte Fläche bis 2050 ca. 4 Mio. ha (2011: 1,8 Mio. ha) betragen, ohne in Nutzungskonkurrenzen mit der Nahrungsmittelerzeugung zu geraten. Das sind nur 24 % der heute landwirtschaftlich genutzten Flächen. Daraus wird ein Primärenergiepotential von 740 PJ (18,5 MJ/kg bei 10 t/ha) errechnet.
Am Beispiel der Ertragswerte von Miscanthus (18,5 MJ/kg bei bis zu 20 t/ha) errechnet sich ein Primärenergiepotential von 1480 PJ/Jahr. Abhängig von den angenommenen Parametern kann der Wert stark schwanken.
Allerdings steht die Herstellung von Wasserstoff aus Biomasse neben deren direkten energetischen Nutzung auch in Konkurrenz zur Biomasseverflüssigung. Die so gewonnenen Kraftstoffe haben als Energieträger eine höhere Energiedichte als Wasserstoff und sind einfacher handhabbar.

##### Potential biogener Reststoffe
Biogene Reststoffe aus der Landwirtschaft, Landschaftspflegeholz, Waldrestholz und unbelastetes Industrierestholz können ebenfalls zur Herstellung von Wasserstoff verwendet werden. Das Potential biogener Reststoffe wird vom Bundesumweltministerium auf 900 PJ geschätzt.

### Speicherung und Verteilung von Wasserstoff
In einer voll ausgebauten Infrastruktur mit entsprechenden Abnahmemengen könnte eine Verteilung über Pipelines deutlich energieeffizienter und kostengünstiger sein. Dazu könnte ein Großteil des bereits bestehenden Erdgasnetzes verwendet werden. Das Erdgasnetz ist für die Aufnahme von reinem Wasserstoff geeignet und es treten, bei korrekter Materialwahl, keine Probleme mit Wasserstoffversprödung oder Dichtigkeit auf. Eine partielle Zumischung von Wasserstoff ist mittlerweile Stand der Technik und wird verschiedentlich realisiert. Im deutschen Gasnetz ist zur Zeit (Stand 2024) eine maximale Einspeisung von 10 Vol% erlaubt. Eine Erhöhung der Beimischung ist Gegenstand weiterer Untersuchungen. Vor der Umstellung auf Erdgas wurden die deutschen Gasnetze mit Stadtgas betrieben, das zu 51 % aus Wasserstoff bestand. Der Energietransport über ein Gasnetzwerk erfolgt mit wesentlich weniger Verlusten (< 0,1 %) als bei einem Stromnetzwerk (8 %). Die Kapazität der Speicher im deutschen Erdgasnetz liegt bei mehr als 200.000 GWh und kann den Energiebedarf mehrerer Monate zwischenspeichern. Zum Vergleich: die Kapazität aller deutschen Pumpspeicherkraftwerke beträgt dagegen nur 40 GWh. Das Ministerium für Umwelt, Naturschutz und Verkehr des Landes Baden-Württemberg will künftig (Stand 2011) den Ausbau einer Wasserstoff-Infrastruktur unterstützen.
Es gibt zudem praktische Erfahrungen mit Wasserstoffleitungen:
- Im Ruhrgebiet wird seit Jahrzehnten ein über 240 km langes Wasserstoffnetz betrieben.
- In Sachsen-Anhalt besteht ein 90 km langes, gut ausgebautes Wasserstoff-Pipeline-System der Linde-Gas AG in einer Region mit starker industrieller Gasnachfrage zwischen Rodleben-Bitterfeld-Leuna-Zeitz.[58][59][60][61]
- Weltweit existierten 2010 mehr als tausend Kilometer Wasserstoffleitungen.[62] Air Liquide betreibt 12 Pipeline-Netze mit einer Gesamtlänge von 1200 km.[63]

Probleme gibt es noch mit der Langzeitspeicherung. So verflüchtigt sich ein Teil des Wasserstoffes aus den Kryotanks, wenn kein kontinuierlicher Verbrauch gesichert ist. Beispielsweise begann die Ausgasung beim BMW Hydrogen 7 mit Flüssigwasserstofftank nach 17 Stunden Standzeit, nach neun Tagen war ein halbvoller Tank verdampft.

### Energetische Nutzung des Wasserstoffs
Wichtigstes Element der Nutzung von Wasserstoff ist die Brennstoffzelle. Sie wandelt die im Wasserstoff enthaltene Energie in Wärme und Elektrizität um.

#### Nutzung im Haus
Bei der häuslichen Stromerzeugung mittels Brennstoffzelle kann wie bei der Blockheizkraftwerktechnik auch eine Kraft-Wärme-Kopplung realisiert werden, die den Gesamtwirkungsgrad steigert. Da bei dieser Betriebsweise die Wärmeproduktion im Vordergrund steht, werden diese Systeme nach dem Wärmebedarf gesteuert, wobei der erzeugte überschüssige elektrische Strom in das öffentliche Stromnetz eingespeist wird.
Der theoretisch erreichbare brennwertbezogene Wirkungsgrad liegt bei ca. 83 %. Bezieht man den Wirkungsgrad, wie bei Wärmekraftwerken und Verbrennungsmotoren üblich, auf den Heizwert, ergibt sich theoretisch ein maximaler Wirkungsgrad von ca. 98 %. Die angegebenen Systemwirkungsgrade liegen je nach Brennstoffzellentyp zwischen 40 % und 65 %, wobei unklar ist, ob diese brennwert- oder heizwertbezogen sind.
Politisch diskutiert werden auch Gasheizungen, die statt mit fossilem Erdgas zukünftig mit Wasserstoff betrieben werden sollen. Eine 2022 erschienene Übersichtsarbeit, die 32 unabhängige (d. h. nicht von Industrieverbänden oder -unternehmen in Auftrag gegebene) Studien analysierte, kam zu dem Ergebnis, dass emissionsarmer oder emissionsfreier Wasserstoff zwar massiv von der Gas- und Heizungsindustrie beworben und als Schlüsseltechnologie gepriesen werde, jedoch keine einzige der untersuchten Studien den großflächigen Einsatz von Wasserstoff zu Heizzwecken empfahl. Stattdessen kamen die Studien zum Ergebnis, dass Wasserstoff verglichen mit anderen Alternativen wie Wärmepumpenheizungen, Solarthermie oder Fernwärmenetzen teurer, ineffizienter und ressourcenintensiver sei und größere negative Umweltauswirkungen habe. Insbesondere verursachten Wasserstoffheizungen aufgrund des um etwa den Faktor fünf höheren Energieverbrauchs höhere Energiesystemkosten als die Alternativen, bedeuteten höhere Gesamtkosten für Endverbraucher und benötigten mehr Energieinfrastruktur, Ressourcen und verursachten mehr Flächenverbrauch. Auch würde sich durch sinkende Wasserstoffkosten aufgrund günstigerer Ökostromproduktion kein Vorteil ergeben, da dieser Vorteil genauso für Wärmepumpen gelte und damit das relative Kostenverhältnis der Technologien sich nicht verändere. Zwar könnte Wasserstoff eine ergänzende Rolle im Wärmesektor spielen, beispielsweise für Spitzenlasten in Wärmenetzen; die vorhandene Beleglage liefere aber keinen Grund für die Annahme, dass fossiles Erdgas im Verhältnis 1 zu 1 durch Wasserstoff ersetzt werden solle. Im Gegenteil berge die Diskussion über zukünftige Wasserstoffheizungen die Gefahr, dass der Umstieg auf bereits heute verfügbare saubere Heiztechnologien, die schon heute Emissionen einsparen könnten, verzögert würde. Auch gebe es zahlreiche konkurrierende Wasserstoffgroßverbraucher z. B. in der Industrie, für die es kaum Alternativen zum Wasserstoff gebe, die daher Vorrang vor Heizungen haben sollten.

#### Nutzung im Verkehr
Ein mit Wasserstoff angetriebenes Fahrzeug besitzt im Allgemeinen einen Drucktank (z. B. 700 bar), der an einer Wasserstofftankstelle aufgetankt werden kann. Im Mai 2000 stellte BMW in Berlin die erste Serie von 15 Exemplaren eines Wasserstoffautos mit der Typenbezeichnung 750hL vor. Als Methoden der Krafterzeugung ist entweder ein weitgehend herkömmlicher Verbrennungsmotor möglich, ähnlich dem Fahren mit Erdgas, oder eine „kalte Verbrennung“ in einer Brennstoffzelle. Im Brennstoffzellenfahrzeug wird mit der Brennstoffzelle elektrischer Strom erzeugt, der einen Elektromotor antreibt.

##### Verbrennungsmotor
Als brennbares Gas kann Wasserstoff in einem Verbrennungsmotor, dem Wasserstoffverbrennungsmotor, ähnlich wie bei Erdgas-betriebenen Kfz, verbrannt werden. Ein Beispiel dieser Anwendung war von 2005 bis 2007 der BMW Hydrogen 7. BMW-Entwicklungsvorstand Klaus Draeger teilte jedoch Ende 2009 mit, es werde vorerst keine neue Wasserstofftestflotte geben. 2019 präsentierte BMW dann das Konzeptfahrzeug i Hydrogen Next mit Brennstoffzelle, von dem 2021 eine Serienversion vorgestellt wurde, und die dann ab August 2022 in Kleinserie hergestellt wurde.

##### Brennstoffzelle
Im Brennstoffzellenfahrzeug wird mit der Brennstoffzelle elektrischer Strom erzeugt, der einen Elektromotor antreibt. Da Brennstoffzellen nur in einem engen Leistungsbereich effizient arbeiten und besonders bei Teillast stark abfallen, ist ein leistungsstarker Antriebsakku für rationelle Mobilitätsanwendungen unabdingbar. Somit können gleichzeitig auch höhere Motorleistungen bedient werden, beispielsweise Spitzen bis 660 kW bei einem LKW mit „nur“ 300 kW Brennstoffzellen-Leistung.
Mit der Technik des Brennstoffzellenantriebs sind Schienenfahrzeuge recht früh in den Blickwinkel der Wasserstoffwirtschaft gekommen. Als eine der ersten Firmen nahm die Japanische East Railroad Company zu Testzwecken eine Diesel-Hybrid-Lok in Betrieb, die im nächsten Schritt mit Wasserstoff laufen sollte. Die Umsetzung des Brennstoffzellen-Testmodells verzögerte sich bis zum Jahr 2022. Ende 2017 wurden in Niedersachsen 14 Züge mit Brennstoffzellen-Antrieb beim Hersteller Alstom bestellt und im September 2018 hatte der iLINT Premiere als wahrscheinlich weltweit erster Brennstoffzellenzug im Linienbetrieb.
Wasserstoffbusse aus dem Jahr 2009 erreichten mit 35 kg Wasserstoff eine Reichweite von rund 250 km. Inzwischen arbeiten einige Modelle mit Brennstoffzellen, z. B. der Mercedes-Benz Citaro FuelCELL-Hybrid.
Brennstoffzellen-PKW sind wesentlich teurer als vergleichbare Elektro-Autos. Die Fahrzeughersteller Toyota, Nissan, Mercedes-Benz und Honda haben jedoch nach eigenen Angaben die Produktionskosten für wasserstoffgetriebene Fahrzeuge innerhalb weniger Jahre stark reduziert. Toyota gab 2017 an, im großen Stil auf die Brennstoffzelle anstelle von rein batterieelektrischen Autos zu setzen, scheiterte damit aber und schwenkte nach wenigen Jahren auch auf batterieelektrische PKW um. Mit dem Mercedes B-Klasse F-Cell sowie zwei Vorserienfahrzeugen des Hyundai ix35 Fuel Cell Electric Vehicle (FCEV) wurden Reichweiten von 500 km bei Maximalgeschwindigkeiten von 80 km/h erreicht. Die Brennstoffzellenprojekte von Honda, VW, Mercedes-Benz, Nissan, Ford, General Motors und Volvo endeten bis 2021. Mercedes-Benz gab bekannt, sich aufgrund der Vorteile batterieelektrischer PKW künftig auf die Entwicklung von Brennstoffzellen in Bussen und LKW zu konzentrieren. Im September 2024 gab BMW nach positiver Erprobung der Kleinserie des i Hydrogen Next bekannt, eine Serienfertigung des Antriebs sei für 2028 geplant, wobei das Modell offen sei.

#### Nutzung im industriellen Thermoprozess
Für industrielle Thermoprozesse wird häufig Erdgas aus dem öffentlichen Netz eingesetzt. Die Zumischung von Wasserstoff bewirkt eine Änderung der Eigenschaften des Brenngases. Diese können je nach anteiliger Zumischung erhebliche Auswirkungen auf den Betrieb der Anlage sowie auch auf die Produkte haben. Ebenso sind Emissionen des Verbrennungsprozesses davon betroffen. Durch den Wasserstoffanteil steigt die Verbrennungstemperatur. Dadurch wird die thermische Stickoxid-Bildung exponentiell verstärkt. Für eine Reduzierung dieses klimaschädlichen Gases müssen dann eine sekundäre Maßnahme durch eine katalytische (SCR-Verfahren) oder eine nichtkatalytische (SNCR-Verfahren) Rauchgasreinigung installiert werden. Eine signifikante Reduzierung der CO2-Emission wird nur bei erheblichen Zusatz von Wasserstoff erreicht. „Bei einer Wasserstoffkonzentration von 10 Vol.-% beträgt die CO2-Reduzierung etwa 3 %, bei 20 Vol.-% Wasserstoff reduzieren sich die CO2-Emissionionen um etwa 7,0 %. Erst bei einem CH4-H2-Gemisch von 20/80 Vol.-% werden die CO2-Emissionen um mehr als 50 % (ca. 54,6 %) gesenkt.“ Bei der Zumischung von Wasserstoff müssen für die Realisierung aufwendige und komplexe Kontrollstrategien, sowie umfangreiche Änderungen der innerbetrieblichen Infrastruktur entwickelt werden.

## Effizienz der Energiekette

### Begriffsdefinition
Zu unterscheiden sind Kosteneffizienz als Maß für den Geldertrag unter Berücksichtigung der eingesetzten Kosten. Je kosteneffizienter eine Technologie, desto höher ist ihre Wirtschaftlichkeit. Die Energieeffizienz ist ein Maß für den Energieertrag unter Berücksichtigung der eingesetzten Energie. Je energieeffizienter eine Technologie, desto höher ist ihr Wirkungsgrad. Die ökologische Effizienz ist ein Maß für Nachhaltigkeit und Umweltverträglichkeit. Sie wird oft anhand des CO2-Ausstoßes durch die Verbrennung berechnet, wenn zum Beispiel fossile Energieträger bei der Produktion eingesetzt werden.
Kosteneffizienz geht nicht zwingend mit Energieeffizienz und ökologischer Effizienz einher. So hat z. B. ein Kohlekraftwerk bei der Erzeugung von Strom mit einem Wirkungsgrad von 30–40 % eine schlechte Energieeffizienz, kann aber bei einem niedrigen Kohlepreis und Externalisierung sehr kosteneffizient und damit auch wirtschaftlich sein.
Beispiel:
Die Umwandlungskette well to tank ohne Rohrleitungsnetz:
Strom aus Windkraft → Stromtransport → Wasserstoff aus Dampfreformation → Wasserstoffverflüssigung → Transport im Tankwagen → umfüllen/lagern an der Tankstelle
ist vom technischen Wirkungsgrad her nicht besonders energieeffizient. 1 kg Wasserstoff kostete 2018 nur 9,50 Euro. Ab 1. Oktober 2023 wurde ein dynamisches Preismodell eingeführt, welches auf den Bedarf von PKW und LKW sowie die Erzeugung des Wasserstoffs abgestimmt wurde. Dies ist der Wasserstoffpreis, den der Kunde an der Tankstelle zu zahlen hat, also einschließlich der Investitionen für Aufbau und Betrieb der Wasserstofftankstelle, allerdings ohne Berücksichtigung der staatlichen Subventionierung und der höheren Kosten für die Anschaffung des Fahrzeuges.
Mineralöl und Wasserstoff werden in Deutschland steuerlich unterschiedlich behandelt: Auf Wasserstoff wird keine Mineralöl- bzw. Energiesteuer erhoben.
|                                 | Fahrzeug mit …             | Fahrzeug mit …            | Fahrzeug mit …                  | Fahrzeug mit …                      |
| … Brennstoffzelle               | … Traktionsbatterie        | … Ottomotor               | … Dieselmotor                   |                                     |
| ------------------------------- | -------------------------- | ------------------------- | ------------------------------- | ----------------------------------- |
| Fahrzeugtyp                     | Mercedes B-Klasse F-Cell   | Mercedes B-Klasse B 250 e | Mercedes B-Klasse B 200 (T 245) | Mercedes B-Klasse B 200 CDI (T 245) |
| Verbrauch pro 100 km            | 0,97 kg (≙ 32 kWh Energie) | 16 kWh                    | 7 l (ca. 5,3 kg; ≙ 70 kWh)      | 5,2–5,3 l ( ≙ ca. 51 kWh)           |
| Kraftstoffpreis Stand 2019      | 9,50 €/kg                  | 0,30 €/kWh                | 1,45 €/l (Superbenzin)          | 1,262 €/l                           |
| Kosten für 100 km Stand 2019    | 9,21 €                     | 4,80 €                    | 10,15 €                         | 6,56 - 6,68 €                       |
| Kraftstoffpreis Stand 3.12.2024 | ca. 17,50 €/kg             | 0,44 bis 0,66 €/kWh       | 1,65 €/l(Superbenzin)           | 1,58 €/l                            |
| Kosten für 100 km Stand 12/2024 | 16,97 €                    | 7,04 - 10,56 €            | 11,55 €                         | 8,21 - 8,37 €                       |

Damit ist das Brennstoffzellenfahrzeug in Bezug auf die Treibstoffkosten aktuell (im Dez. 2024) die unwirtschaftlichste Antriebsart. Die höheren Anschaffungskosten reduzieren die Kosteneffizienz in der Gesamtbetrachtung zusätzlich. Die beste Kosten- und Energieeffizienz hat der direkte Elektroantrieb mit Traktionsbatterie bei der privaten Aufladung. Bei Aufladung des elektroangetriebenen Fahrzeuges mit Batteriespeicher an öffentlichen Ladesäulen geht der Kostenvorteil gegenüber Verbrennerfahrzeugen derzeit jedoch teilweise bzw. gänzlich verloren.
Nach dem Hart report sind die Nutzenergiekosten bei Verwendung von konventionell durch Dampfreformierung erzeugtem, unbesteuertem Wasserstoff im Verhältnis zu Benzin durchaus wettbewerbsfähig. Die zu erwartende Besteuerung würde durch steigende Preise für Benzin ausgeglichen. Die angeführte Studie ging dabei von konstanten Preisen für die Wasserstoffherstellung aus, was aktuell (Januar 2023) durch gestiegene Gas- und Strompreise hinfällig ist.

### Wirkungsgrade in einer Wasserstoffwirtschaft
Bei der Ermittlung der Effizienz einer Wasserstoffwirtschaft muss die gesamte Umwandlungskette von der Herstellung des Wasserstoffs bis zur Erzeugung der Endenergie beim Verbraucher betrachtet werden.
Die Einschätzung der Wirkungsgrade in den Quellen sind teilweise sehr unterschiedlich, weil sich viele Verfahren noch in der Entwicklung befinden und deren praktische Produktionserfahrungen fehlen. Eine großtechnische Anwendung findet derzeit nicht statt, sodass vor allem die Wirkungsgradangaben zur Wasserstoffgewinnung bisher meist auf der Berechnung mit fossilen Energieträgern beruhen.
Die für die Wirkungsgrade angenommenen Werte wurden aus der Schwankungsbreite gemittelt und können in der Realität durchaus nach oben oder unten abweichen. Die errechneten Gesamtwirkungsgrade können daher nur Näherungswerte sein.
| Art                                         | Angenommener Wirkungsgrad | Daten aus verschiedenen Quellen |
| ------------------------------------------- | ------------------------- | --- |
| Wasserstoff thermochemisch aus Biomasse     | 0,75                      | Der Wirkungsgrad der thermochemischen Herstellung von Wasserstoff aus Biomasse wird je nach Verfahren zwischen 69 % und 78 % angegeben. |
| Wasserstoff aus Elektrolyse                 | 0,80                      | Der Wirkungsgrad der Wasserelektrolyse wird mit 70 bis 90 % angegeben. Die Erzeugung der elektrischen Energie hat zusätzlich ebenfalls einen Wirkungsgrad < 100 %, der den Gesamtwirkungsgrad bzgl. fossiler bzw. nuklearer Primärenergiequellen sowie der Biomasse weiter reduziert. Dies gilt bei der international dominierenden Wirkungsgradmethode für alle Energieträger, denen ein Heizwert zugeordnet werden kann. Hingegen wird bei erneuerbaren Energien, denen kein Heizwert zugeordnet werden kann (z. B. der Windenergie oder der Wasserkraft), in Bilanzen ein Wirkungsgrad von 100 % angesetzt, sodass hier Endenergie gleich Primärenergie ist. |
| Wasserstofftransport im Gasnetzwerk         | 0,99                      | < 1 % Verluste im Gasnetzwerk. |
| Strom und Wärme aus Brennstoffzellenheizung | 0,85                      | 85 % Wirkungsgrad bezogen auf den Brennwert mit Reformer. Bei Heizanlagen kann der Wirkungsgrad auch auf den Heizwert des eingesetzten Brennstoffes bezogen werden, dabei können Wirkungsgrade über 100 % entstehen, weil die bei der Kondensation zurückgewonnene Verdampfungsenthalpie im Heizwert nicht enthalten ist. |
| Brennstoffzelle elektrisch                  | 0,60                      | Der elektrische Wirkungsgrad von Brennstoffzellen wird zwischen 35 % und 90 % angegeben. Der elektrische Wirkungsgrad einer PEM-Brennstoffzelle beträgt 60 %. |
| Lithium-Ionen-Akku                          | 0,94                      | Lithium-Ionen-Akkus haben einen Wirkungsgrad von 90–98 %. |
| Elektromotor                                | 0,95                      | Der Wirkungsgrad von Elektromotoren wird zwischen 94 % und 97 % angegeben. Traktionsmotoren haben generell sehr hohe Wirkungsgrade. |
| Wasserstoff Verdichtung auf 700 bar         | 0,88                      | Die Verluste bei der Verdichtung betragen ca. 12 %. |

In einer Wasserstoffwirtschaft ergibt sich also für die Energiekette
Wasserstoff aus Biomasse → Transport im Gasnetzwerk → Strom und Wärme aus Brennstoffzellenheizung
ein Wirkungsgrad von 0,75 × 0,99 × 0,95 = 0,70.
Für Brennstoffzellenfahrzeuge ergibt sich die Energiekette
Wasserstoff aus Biomasse → Transport im Gasnetzwerk → Verdichtung auf 700 bar → Brennstoffzelle elektrisch → Elektromotor
mit einem Wirkungsgrad von 0,75 × 0,99 × 0,88 × 0,6 × 0,95 = 0,37.

### Zum Vergleich: Wirkungsgrade in der fossilen Energiewirtschaft
| Art                                      | Angenommener Wirkungsgrad | Daten aus verschiedenen Quellen                                                                                            |
| ---------------------------------------- | ------------------------- | --- |
| Wasserstoff aus Erdgasreformation        | 0,75                      | Praxiswerte für großtechnische Reformation und Aufbereitung                                                                |
| Strom aus Kohlekraftwerken               | 0,38                      | 38 % Wirkungsgrad im Mittel der deutschen Kohlekraftwerke.                                                                 |
| Stromtransport                           | 0,92                      | 8 % Verluste im Stromnetz                                                                                                  |
| Transport und Aufbereitung Motorenbenzin | 0,85                      | Die Erzeugung und Bereitstellung fossiler Kraftstoffe wie Benzin und Diesel aus Erdöl erfolgt bei Wirkungsgraden bis 85 %. |
| Ottomotor                                | 0,24                      | Ottomotoren besitzen einen Wirkungsgrad von 10–37 %                                                                        |

Für Strom aus einem Kohlekraftwerk ergibt sich mit der Energiekette
Kohlekraftwerk → Stromtransport ein Wirkungsgrad von 0,38 × 0,92 = 0,35.
Für ein Brennstoffzellenfahrzeug mit fossiler Wasserstofferzeugung durch Elektrolyse ergibt sich für die Energiekette
Kohlekraftwerk → Stromtransport → Elektrolyse → Verdichtung → BSZ → Elektromotor ein Wirkungsgrad von 0,38 × 0,92 × 0,8 × 0,88 × 0,6 × 0,95 = 0,14.
Für ein Brennstoffzellenfahrzeug mit fossiler Wasserstofferzeugung durch Erdgasreformation (derzeit Standard) ergibt sich mit der Energiekette
Dampfreformation → Verdichtung → BSZ → Akku → Elektromotor ein Wirkungsgrad von 0,75 × 0,88 × 0,6 × 0,94 × 0,95 = 0,35.
Für ein akkugetriebenes Elektrofahrzeug mit Aufladung durch reinen Kohle-Strom ergibt sich mit der Energiekette
Kohlekraftwerk → Stromtransport → Akku → Elektromotor ein Wirkungsgrad von 0,38 × 0,92 × 0,94 × 0,95 = 0,31.
Der reale Strommix in Deutschland erhöht den Wirkungsgrad je nach Anteil der Stromerzeuger.
Für ein Fahrzeug mit Ottomotor ergibt sich mit der Energiekette
Transport und Aufbereitung Motorenbenzin → Ottomotor ein Wirkungsgrad von 0,85 × 0,24 = 0,20.
Der Vergleich zeigt, dass die Gesamtwirkungsgrade einer Wasserstoffwirtschaft durchaus über denen der etablierten fossilen Energiewirtschaft liegen können.

### Zum Vergleich: Wirkungsgrade bei Elektrofahrzeugen
Bei Aufladung mit Ökostrom aus Eigenerzeugung ergibt sich:
Für batteriegetriebene Elektrofahrzeuge mit der Energiekette
Photovoltaikanlage/Wechselrichter → Akku stationär → Akku im Fahrzeug → Elektromotor
ein Wirkungsgrad von 0,9 × 0,94 × 0,94 × 0,95 = 0,75.
Für Elektrofahrzeuge mit Brennstoffzelle mit der Energiekette
Photovoltaikanlage/Wechselrichter → Akku stationär → Elektrolyse → Verdichtung auf 700 bar → Brennstoffzelle → Elektromotor
ein Wirkungsgrad von 0,9 × 0,94 × 0,8 × 0,88 × 0,6 × 0,95 = 0,34.
Wird der Strom für ein batteriegetriebenes Elektrofahrzeug mit Wasserstoff erzeugt, der wiederum mit Elektrolyse gewonnen wurde, reduziert sich der Wirkungsgrad auf etwa die Hälfte und ähnelt dann dem eines Elektrofahrzeugs mit Brennstoffzelle. Eine derartige Wasserstoff-Speicherung wird üblicherweise nur für einen kleineren Teil des Stromverbrauchs vorgeschlagen, fällt also weniger ins Gewicht. Als weiterer Unterschied ist eine Eigenherstellung von Wasserstoff durch Photovoltaikgleichstrom vor Ort und Höchstkompression und Betankung für den privaten Eigenbedarf im Gegensatz zum Eigenverbrauch von Strom technisch nicht existent. Bei Transport des regenerativen Stromes über das Wechselstromnetz und dem notwendigen Transport des Wasserstoffes zu den Tankstellen und dessen Lagerung (zumeist als Flüssigwasserstoff) wird der Wirkungsgrad der Gesamtkette für Brennstoffzellenfahrzeuge mit 20 bis 25 % angegeben.
Der Vergleich zeigt, dass batteriegetriebene Fahrzeuge den besseren Wirkungsgrad besitzen.

## Umwelt- und Klimaschutz
Die Nutzung von erneuerbaren Energien ist oft klimaneutral und emissionsfrei, so könnte grüner Wasserstoff mit Elektrolyse erzeugt werden. Beim Betrieb einer Brennstoffzelle entstehen allerdings überhaupt keine schädlichen Abgase, sondern lediglich Wasserdampf. Der Aufwand für Anbau, Gewinnung und Verarbeitung der Biomasse für Biowasserstoff muss bei einer ökologischen Betrachtung berücksichtigt werden, sowie der Wirkungsgrad der Anlage bezogen auf den (theoretisch) maximalen Wirkungsgrad des jeweiligen Prozesses. Die Nutzung der Biomasse kann den Treibhauseffekt zusätzlich reduzieren: Entsteht bei der Herstellung von Wasserstoff CO2 wie beim blauen Wasserstoff in konzentrierter Form, so kann dies im Untergrund gespeichert werden.
2003 befürchteten Wissenschaftler des California Institute of Technology in Pasadena aufgrund von Simulationen, dass eine umfassende Wasserstoffwirtschaft rund 100 Millionen Tonnen Wasserstoff in die Atmosphäre freisetzen und damit die Ozonschicht schädigen könnte.
Nach neueren wissenschaftlichen Untersuchungen des Forschungszentrums Jülich im Jahr 2010 wird dieser Effekt bei realistischen Annahmen aber verschwindend gering sein. Der positive Effekt durch Verzicht auf fossile Energieträger überwiegt. Ursprünglich wurde davon ausgegangen, dass ca. 20 % des Wasserstoffes in die Atmosphäre entweicht. Aufgrund der technologischen Entwicklung geht man aber heute davon aus, dass weniger als 2 % entweichen. Hinzu kommt, dass der Wasserstoff seine volle Ozon schädigende Wirkung nur im Beisein von FCKW entfaltet. Mit dem Rückgang des FCKW in den nächsten Jahren wird der Wiederaufbau der Ozonschicht überwiegen.

## Unfallrisiko in einer Wasserstoffwirtschaft
Wasserstoff ist, wie z. B. Benzin oder Erdgas, hochentzündlich. Bei technischen Anlagen müssen die spezifischen Eigenschaften des Wasserstoffs berücksichtigt werden. Die chemische Industrie nutzt Wasserstoff seit über hundert Jahren in großen Mengen, sodass hinreichende Erfahrungen im Umgang mit Wasserstoff bestehen.
Wasserstoff ist wegen der geringen Dichte ein sehr flüchtiges Gas. Im Freien verflüchtigt es sich sehr schnell in höhere Luftschichten. Nur künstlich hergestellte Sauerstoff/Wasserstoff-Gemische mit einem Anteil von unter 10,5 Volumenprozent Wasserstoff sind schwerer als Luft und sinken kurzfristig zu Boden. Die Entmischung erfolgt nicht unmittelbar, sodass bis zur Unterschreitung der 4-Volumenprozent-Grenze die Zündfähigkeit erhalten bleibt. Allerdings tritt dies nur z. B. bei chemischen Prozessen, bei denen Wasserstoff entsteht oder eine solche Mischung genutzt wird und nicht versehentlich bei der Lagerung oder Verwendung von reinem Wasserstoff, auf und ist bei entsprechender sicherheitstechnischer Berücksichtigung kein Problem.
Der TÜV Süd stellt zur Sicherheit von Wasserstoff fest:

„Das Gefahrenpotential von Wasserstoff ist nicht größer als das von Erdöl, Erdgas oder Uran. Seinen physikalischen und chemischen Eigenschaften nach gehen vom Wasserstoff keine außergewöhnlichen Gefahren aus. [...] Daher gibt es für ihn z. B. in Deutschland keine anderen Sicherheitsvorschriften als für alle anderen brennbaren Gase. Allerdings besteht eine höhere Explosionsgefahr, wenn Wasserstoff in geschlossenen Räumen freigesetzt wird, etwa in Garagen oder Tunneln. Hier ist für eine erhöhte Belüftung und eventuell für zusätzliche Sicherheitsmaßnahmen zu sorgen.“

Die heute verwendeten Drucktanks halten (im Gegensatz zu Benzintanks) auch schwere Unfälle unbeschadet aus. Wasserstofffahrzeuge mit Drucktanks können problemlos in Parkhäusern und Tiefgaragen geparkt werden. Es existiert keine gesetzliche Bestimmung, die das einschränkt.
Im Gegensatz dazu dürfen Fahrzeuge mit Flüssigwasserstoff nicht in geschlossenen Räumen abgestellt werden, da sich durch das Ausgasen explosive Gasansammlungen bilden können.

## Kritik
Eine Wasserstoffwirtschaft ist zurzeit nirgends im großen Stil verwirklicht und die Umsetzbarkeit ist umstritten. Die Befürworter einer Wasserstoffwirtschaft heben die möglicherweise bessere Speicherbarkeit von Wasserstoff gegenüber derjenigen von Strom hervor. Wasserstoff besitze die Eigenschaft einer guten Kurzzeitspeicherung in Form von tolerierbaren Druckschwankungen in einem Pipeline-Verteilungsnetz (die Pipeline selbst ist der Speicher), sowie der Langzeitspeicherungsfähigkeit in Kavernen (so wie zurzeit Erdgas gespeichert wird).
Bei der Energieeffizienz der Brennstoffzellen müssen neben der Umwandlung von Erdgas beziehungsweise Wasserstoff in Strom die Energieverluste berücksichtigt werden, die bei der Herstellung, Speicherung und Verteilung des benötigten Wasserstoffs anfallen. Auch wird der geringe volumenbezogene Energiegehalt selten berücksichtigt: „Ein 40-Tonner kann gerade mal 350 Kilogramm gasförmigen Wasserstoff transportieren“, sagt Bossel, „und auch flüssiger Wasserstoff ist leicht wie Styropor.“